# Călărași (Dolj)
Pour les articles homonymes, voir Călărași (homonymie).

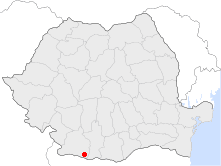
Commune de Calarasi Dolj

Călărași est une commune du Județ de Dolj, située au sud-ouest de la Roumanie. La localité de Călărași se situe de part et d'autre de la route nationale Craiova-Corabia.
Situé dans les environs de 43° 47' 37" de latitude (Nord) et 24° 2' 42" de longitude (Est), à une altitude d'environ 120 mètres, le village se délimite au Nord avec le territoire de la commune de Sadova, vers l'est avec la commune de Dăbuleni à 1 km, vers le sud avec le village de Sărata (ro), situé à 1 km (composante de la commune de Călărași (Dolj) et vers l'ouest avec la commune de Bechet.
La commune de Călărași est située à 40 km de Corabia et à 72 km de Craiova.
Code postal:207170
Au recensement de 2002 on comptait 6 687 habitants
Maire: Vergică Șovăilă   
Élections : 2008
La ville de Călărași est jumelée avec la commune française de Chartres-de-Bretagne (France) 
s